# Heimiswil
Heimiswil is een gemeente en plaats in het Zwitserse kanton Bern, en maakt deel uit van het district Emmental.
Heimiswil telt 1.604 inwoners.